# دونالد داينز وول
دونالد داينز وول (بالإنجليزية: Donald Dines Wall)‏ هو رياضياتي أمريكي، ولد في 13 أغسطس 1921 في كانساس سيتي في الولايات المتحدة، وتوفي في 28 نوفمبر 2000 في كاليفورنيا في الولايات المتحدة.